# Тримай удар, крихітко!
«Тримай удар, крихітко!» — російська комедія, прем'єра якої відбулася 6 жовтня 2016 року.

## Сюжет
Таня і Світу — звичайні близнюки з різними характерами та уподобаннями в життя. Обидві дівчини красиві і харизматичні. Тільки ось Світланка — розпещена фіфа, фанатка шопінгу і Селфі. Тетяна ж серйозно захоплена боксом і їй не до дурниць, якими страждає сестра. Так би їм і жити своїми, такими різними життями, якби не випадок. На одному тренуванні Таня отримує серйозну травму руки. На кону — змагання і можлива перемога. Травма — зовсім не те, що зараз потрібно спортсменці. Вихід знаходиться сам собою. Природно, потрібно задіяти сестричку. Але просто помінятися з сестрою-близнючки і сходити за неї на побачення або відсидіти урок в школі — це одне. А ось брати участь в серйозному змаганні — зовсім інше. Як підготувати фатальну красуню Світланка до того, що їй можуть зіпсувати мордочку на рингу? Та й навряд чи вона на це погодиться. Вихід один — залучити до процесу домовленостей тренера. Чоловікові кокетка відмовити не зможе. Після довгих і непростих домовленостей далека від професійного боксу сестричка погоджується постояти за честь рідної крові. Але і від Тетяни потрібно підмінити її на практиці. Обидві дівчини не підготовлені до роду діяльності, який пропонує протилежна сторона. Але робити нічого, треба якось викручуватися. І ось фатальна красуня приходить на перше тренування, а чоловікоподібна спортсменка — в СПА салон. Для обох панянок цей досвід стає справжнім одкровенням. Перші спроби приміряти на себе чужу шкуру проходять не дуже вдало. Чи вдасться сестрам провернути таку грандіозну аферу, не впевнені навіть вони самі.

## У ролях
- Катерина Володимирівна — Тетяна / Світлана Богатирьова, сестри-близнюки
- Михайло Пореченков — батько Світлани і Тетяни Богатирьової
- Рой Джонс — боксер
- Данило Вахрушев — Андрій Кисельов, однокурсник Світлани Богатирьової
- Костянтин Крюков — Леонід А., невідомий художник в стилі пост-нео-поп-арт, коханий Тетяни
- Настасья Самбурська — Жанна, боксерка в залі, закохана в головного тренера
- Віталій Гогунський — Вадим Смирнов, незадоволений телеведучий на новинному каналі
- Віктор Хоріняк — Володимир (Вова), помічник тренера Тетяни Богатирьової, коханий Світлани
- Теймураз Тания — Дмитро Анатолійович, головний тренер Тетяни Богатирьової, коханий Жанни
- Юлія Такшина — Катерина Вікторівна, головний редактор на новинному каналі
- Ігор Верник — Павло Геннадійович, викладач на журфаку Світлани Богатирьової
- Ольга Бузова — Ірина, подруга і однокурсниця Світлани Богатирьової
- Олег Верещагін — Харитон, вчитель по самообороні, блогер
- Андрій Крижнев — гопник
- Анна Цуканова-Котт — Анастасія білково, боксерка в залі
- Лілія Лаврова — подруга Світлани Богатирьової
- Омар Алібутаев — красавчик
- Сергій Погосян — Сергій, лікар
- Микита Абдулов — Сергій, боксер із залу
- Олександра Назарова — бабуся Леоніда

## Знімальна група
- Режисер-постановник: Ара Оганесян
- Оператор-постановник: Борис Літовіченко
- Автори сценарію: Леонід Марголін, Артем Соловйов
- Композитори: Сергій Азбель, Арташес Андреасян
- Оркестрування: Дмитро Силантьєв
- Художник-постановник: Варужан Ганджумян
- Художник по костюмах: Анастасія Баталова
- Другий режисер: Надія Ілюкевіч
- Режисер монтажу: Катерина Півнєва
- Звукорежисер: Олексій Синіцин, Дмитро Климин
- Продюсери: Віктор Солодников, Ара Оганесян, Арам Оганесян
- Виконавчий продюсер: Григорій Стоялов
- Директор картини: Родіон Левинський
- Колорист: Андрій Меснянкин

## Критика
Кінокритик Євген Ухов з Film.ru високо оцінив акторську гру Катерини Владимировою і сценарій картини. Лариса Ляліна з FashionTime зазначила гру провідної актриси, гумор, і розкритикувала графіку і невеликі нестиковки.